# Kim Dae-jung
(Motivazione del Premio Nobel)
Kim Dae-jung (김대중?; Haui-do, 8 gennaio 1924 – Seul, 18 agosto 2009) è stato un politico sudcoreano, presidente della Corea del Sud, in carica dal 1998 al 2003, e Premio Nobel per la pace nel 2000.

## Biografia
Convinto sostenitore della democrazia nel suo Paese dagli anni cinquanta, è stato un accanito oppositore prima del regime di Syngman Rhee e poi del generale Park Chung-hee. Sfuggito a numerosi attentati, nel 1961, dopo la caduta del governo di Syngman Rhee, è stato eletto membro dell'Assemblea nazionale, e nel 1971, in qualità di rappresentante del Nuovo Partito Democratico e avversario del generale Park Chung-hee, si è presentato alle elezioni presidenziali, ottenendo il 40% dei voti.
Arrestato più volte negli anni settanta dai servizi segreti sudcoreani, nel 1980, dopo il golpe del generale Chun Doo-hwan, è stato condannato a morte come responsabile della rivolta esplosa nella sua provincia natale. Commutata la pena in vent'anni di carcere, nel 1982 Dae-Jung è stato trasferito negli Stati Uniti per cure mediche, dove è rimasto come esule per tre anni e portavoce della democrazia sudcoreana.
Convinto che ormai la dittatura di Chun Doo-hwan stesse per finire, nonostante il rischio di un nuovo arresto ha fatto ritorno in Corea, dove al fianco dell'amico e poi suo avversario, Kim Young-sam, ha guidato dal 1986 al 1987 le sollevazioni popolari che hanno portato alla caduta del regime.
Dopo essersi presentato prima alle elezioni presidenziali del 1987 e poi del 1992, vinte dai suoi avversari, alleati ancora con i rappresentanti del vecchio regime, nel 1997 viene eletto presidente della Corea del Sud, vincendo con uno scarto del 2% di voti sul rivale Lee Hoi Chang, anch'egli cattolico.
Risollevato il Paese dalla crisi finanziaria con scelte liberistiche in linea con le raccomandazioni del Fondo Monetario Internazionale, nel 2000 avviò anche una politica di riconciliazione con la Corea del Nord, che nello stesso anno gli permise di ottenere il Nobel per la pace per il suo lavoro a favore della democrazia e dei diritti umani nella Corea del Sud e in generale in Asia.
Kim, infatti, è stato il primo presidente sudcoreano ad incontrare un leader della Corea del Nord: nel 2000 Kim-Dae-jung, andò a Pyongyang e incontrò l'allora leader nordcoreano Kim Jong-Il. È stato inoltre il primo presidente a dichiararsi cattolico nella storia della Corea del Sud (il suo nome di battesimo è Thomas More). È morto a 85 anni a Seul, per insufficienza cardiaca.

## Vita privata
Si sposò la prima volta nel 1945 con Cha Yong-ae, morta nel 1959. La coppia ebbe due figli. Nel 1962 sposò la seconda moglie, Lee Hee-ho, dalla quale ebbe un figlio.